# Benjamin Simon (producteur)
Benjamin Simon est un acteur et producteur de cinéma français.

## Filmographie

### Acteur
- 1985 : Joy et Joan
- 1983 : Effraction : un voyageur du train
- 1981 : L'Amour trop fort
- 1979 : La Dérobade
- 1977 : Julie était belle : Victor

### Producteur
- 1994 : Nefertiti, la fille du soleil
- 1990 : La Femme fardée
- 1987 : Les Nouveaux Tricheurs
- 1985 : Joy et Joan
- 1984 : Un été d'enfer
- 1983 : Joy
- 1983 : Effraction
- 1981 : L'Amour trop fort
- 1980 : Le Bar du téléphone
- 1979 : La Dérobade
- 1979 : Retour à la bien-aimée